# Ascanio Sobrero

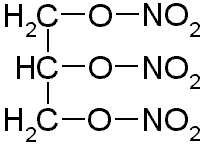
Nitrogliceryna

Ascanio Sobrero (ur. 1812, zm. 1888) – włoski chemik, odkrywca nitrogliceryny w 1847 roku. 

## Życiorys
Pracował wówczas pod kierunkiem Théophile’a-Jules Pelouze'a na Uniwersytecie w Turynie nad opracowaniem metod otrzymywania nitrocelulozy. 
Początkowo nazwał swoje odkrycie „pirogliceryną” i energicznie ostrzegał przed jej użyciem w swoich prywatnych listach i artykułach, zaznaczając, iż jest ona niezwykle niebezpieczna i niemożliwa do bezpiecznego utrzymania.
Innym studentem Pelouze'a był młody Alfred Nobel, który wykorzystał swoją wiedzę w zlikwidowanej zbrojowni rodziny Noblów, gdzie rozpoczął eksperymenty z materiałami około 1860 roku. Udowodniło to jak trudno jest obchodzić się z nią bezpiecznie. W latach 60. XIX wieku Nobel otrzymał kilka patentów na całym świecie za swoje mikstury, urządzenia i metodykę pracy z energią wybuchu nitrogliceryny, co w końcu doprowadziło do wynalezienia dynamitu.
Chociaż Nobel zawsze wspominał dobrze Sobrero jako człowieka, który wynalazł nitroglicerynę, to jednak ten ostatni budził konsternację nie tylko z powodu niebezpiecznego wykorzystania materiałów wybuchowych, które odkrył, jak również i przez sławę i fortunę Nobla, który zdominował odkrycie.